# Déjeuner des nommés aux César du cinéma
 (mars 2020).
Si vous disposez d'ouvrages ou d'articles de référence ou si vous connaissez des sites web de qualité traitant du thème abordé ici, merci de compléter l'article en donnant les références utiles à sa vérifiabilité et en les liant à la section « Notes et références ».

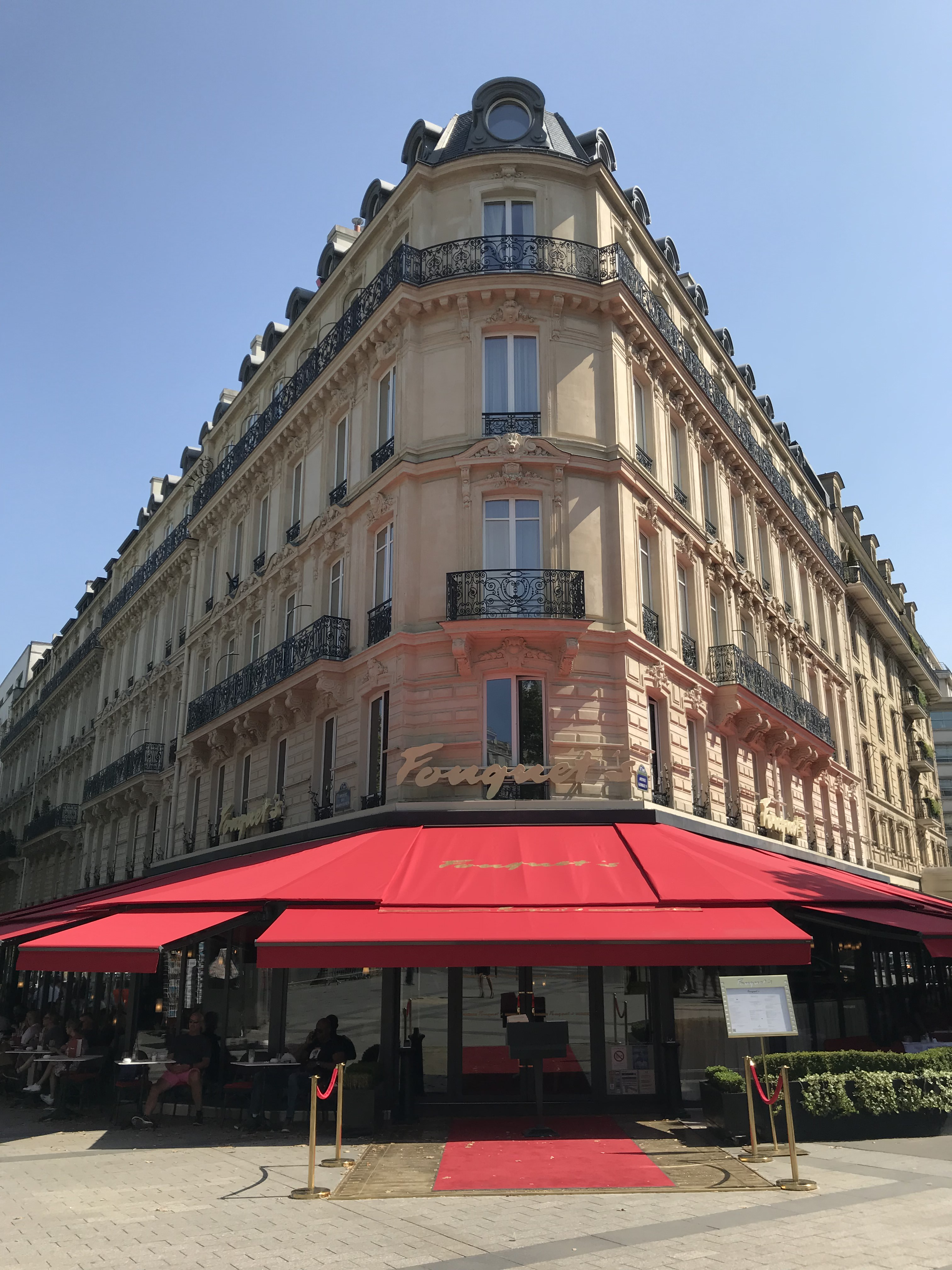
Restaurant du Fouquet's.

Le déjeuner des nommés aux César du cinéma est un repas réunissant, chaque année, des personnalités du cinéma français au Fouquet's, restaurant des Champs-Élysées, quelques semaines avant la cérémonie des Césars en février ou mars.

## Description
Dès que l'Académie des César annonce l'ensemble des nommés, elle leur propose de venir à ce déjeuner : plus de 130 artistes et techniciens répondent présent. 
Pour les comédiens nommés pour un prix d'interprétation, elle réalise un montage d'extraits du rôle pour lequel ils sont nommés, comme une bande-annonce, diffusé pendant le repas. Pour les autres (réalisateurs, scénaristes, monteurs, techniciens...), sont diffusées des interviews menées par des journalistes choisis par l'Académie. Ils y racontent leur parcours, leurs projets, leur vision de cinéma actuel et ce qu'ils pensent des César. Cet entretien n'a rien d'obligatoire, ils peuvent refuser.
Chaque participant reçoit un Certificat Officiel de Nomination ainsi qu'un Mémo du Nommé. Ce dernier fournit des renseignements sur la façon dont leurs pairs les ont nommés, comment se déroule le second tour du vote et le protocole à suivre lors de la cérémonie, s'ils sont désignés lauréats.
Pour finir, une « photo de famille » est organisée par des étudiants de l'école Louis-Lumière. Elle réunit les vingt-cinq nommés dans les catégories de la meilleure image, du meilleur son, du meilleur montage, des meilleurs décors et des meilleurs costumes. L'image est ensuite diffusée lors de la cérémonie et offerte à l'ensemble des producteurs.

## Galerie photos

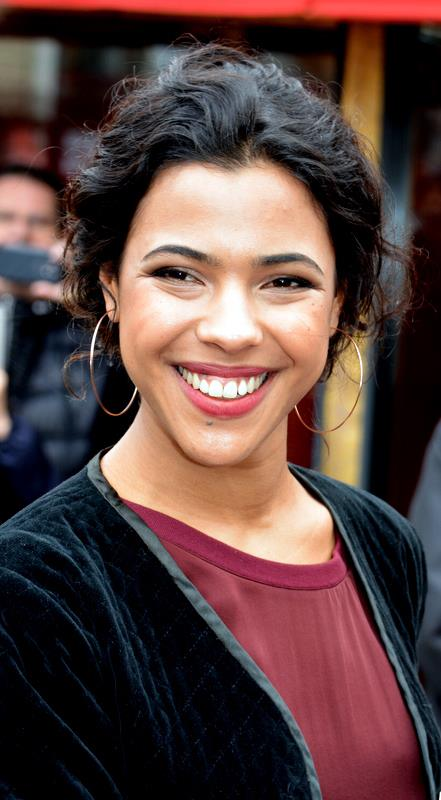
Zita Hanrot en 2016, lors du déjeuner précédant la 41e cérémonie, où elle remporte le César du meilleur espoir féminin.
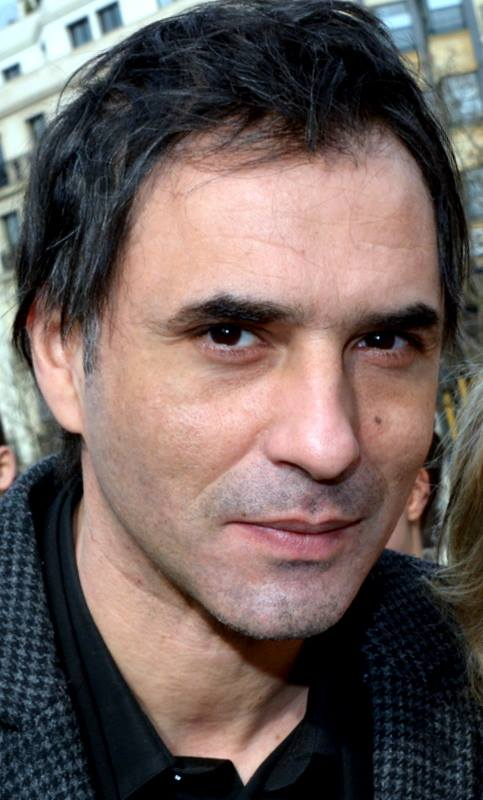
Samuel Benchetrit en 2016, lors du déjeuner précédant la 41e cérémonie où il est nommé pour le César de la meilleure adaptation.
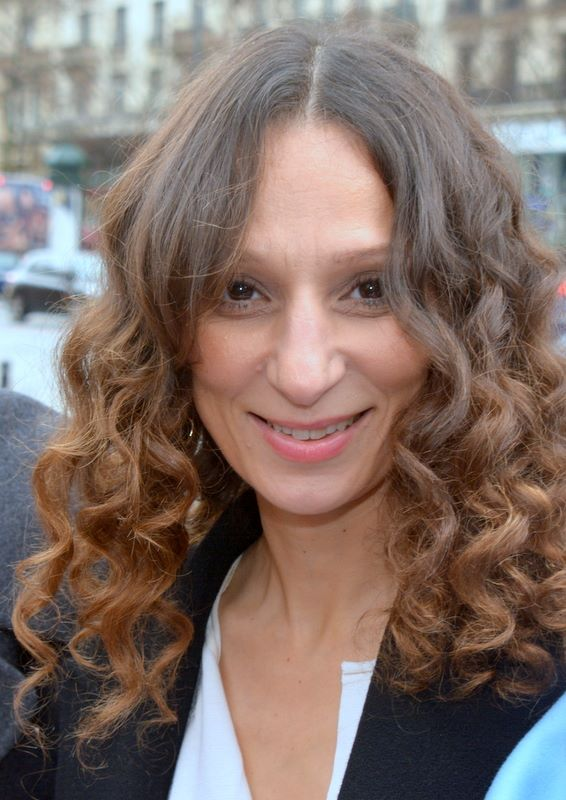
Houda Benyamina en 2017, lors du déjeuner précédant la 42e cérémonie, où elle remporte le César du meilleur premier film.
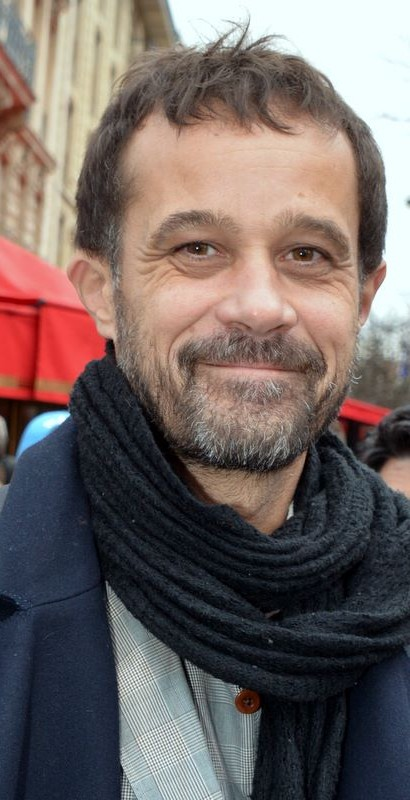
Claude Barras en 2017, lors du déjeuner précédant la 42e cérémonie, où il est remporte le César du meilleur film d'animation.
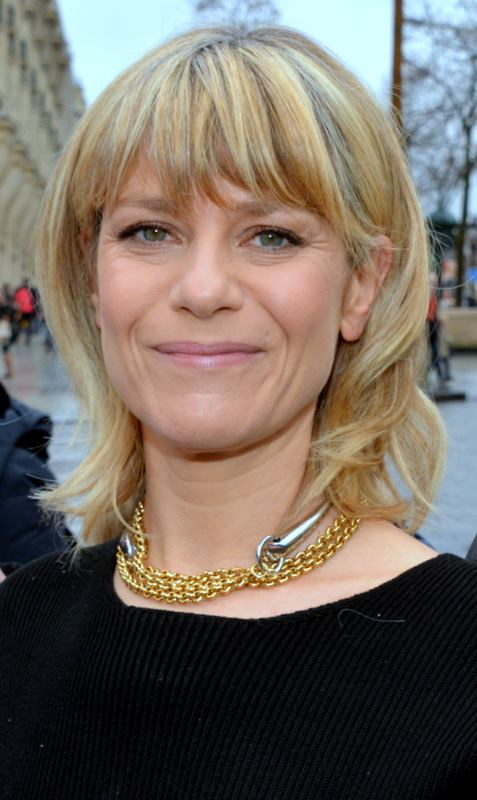
Marina Foïs en 2017, lors du déjeuner précédant la 42e cérémonie, où elle est nommée pour le César de la meilleure actrice.
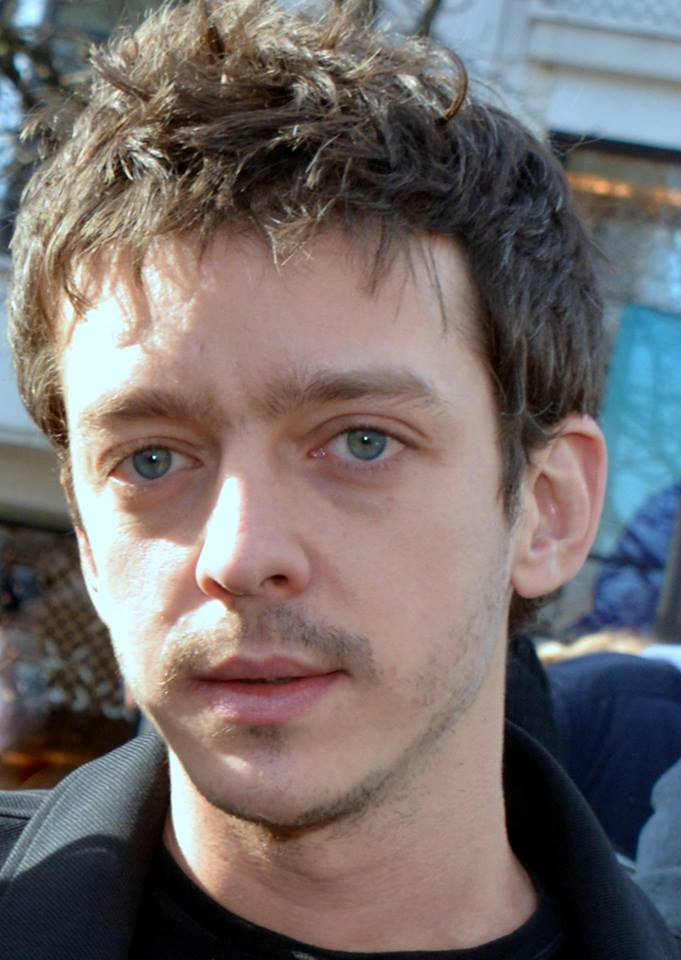
Nahuel Pérez Biscayart en 2018, lors du déjeuner précédant la 43e cérémonie, où il remporte le César du meilleur espoir masculin.
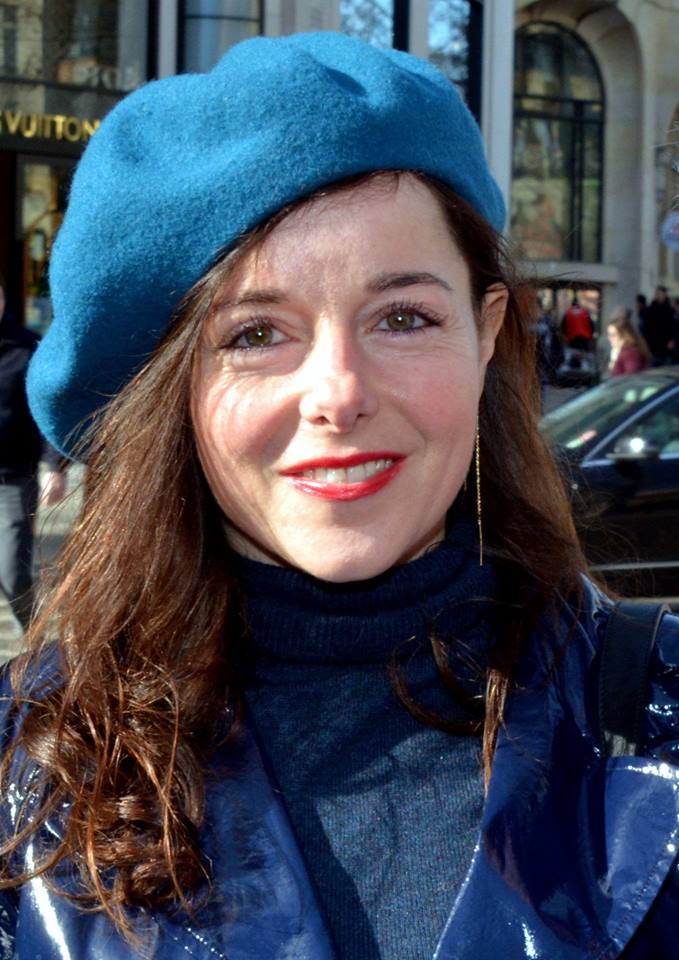
Laure Calamy en 2018, lors du déjeuner précédant la 43e cérémonie, où elle est nommée pour le César de la meilleure actrice dans un second rôle.